# George Frederick Barker

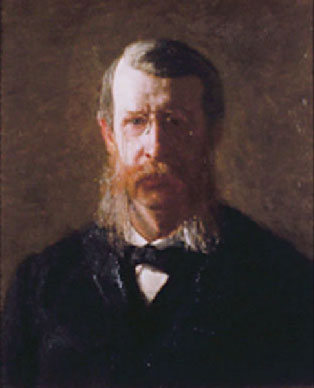
George Frederick Barker

George Frederick Barker (* 14. Juli 1835 in Charlestown (Massachusetts); † 24. Mai 1910 in Philadelphia) war ein amerikanischer Chemiker.
Er studierte an der Sheffield Scientific School und graduierte dort. Anschließend studierte er an der Yale University in New Haven, Conn., promovierte 1858 zum Ph.B. und wurde zunächst Assistent von Benjamin Silliman. 1859 ging er an die Harvard Medical School in Boston und 1861 als Lehrer der Naturwissenschaften ans Wheaton College. 1862 wurde er 1862 Professor der Chemie am Medical College in Albany, N.Y. und Professor der Naturwissenschaften an der Western University in Pittsburgh, Pennsylvania. 1866 wurde er Demonstrator und im folgenden Jahr Professor für physiologische Chemie und Toxikologie an der Yale University in New Haven. Ab 1873 war er Professor der Physik an der Universität Philadelphia. 1873 wurde er in die American Philosophical Society und 1876 in die National Academy of Sciences gewählt. 1881 war er Abgesandter der USA bei der Elektrizitätsausstellung in Paris. 1900 emeritierte er.
Neben zahlreichen Ehrendoktoraten wurde er 1898 Sc.D.h.c. an der University of Pennsylvania und Mitglied der Ehrenlegion von Frankreich. Von 1868 bis 1900 war er Mitherausgeber des American Journal of Science und Herausgeber des Journal of the Franklin Institution.